# Bajčetina
Bajčetina (en serbe cyrillique : Бајчетина) est un village de Serbie situé dans la municipalité de Knić, district de Šumadija. Au recensement de 2011, il comptait 34 habitants.

## Démographie
| 1948 | 1953 | 1961 | 1971 | 1981 | 1991 | 2002 | 2011 |
| ---- | ---- | ---- | ---- | ---- | ---- | ---- | ---- |
| 269  | 251  | 211  | 147  | 97   | 52   | 29   | 34   |

|  |